# Enyo ocypete
Enyo ocypete is een vlinder uit de familie van de pijlstaarten (Sphingidae). De wetenschappelijke naam werd in 1758 gepubliceerd door Carl Linnaeus in de tiende editie van Systema naturae.